# Championnat d'Europe féminin de volley-ball des petits États 2011
Navigation
Liechtenstein 2009 Malte 2013
La phase finale du 6e championnat d'Europe de volley-ball féminin des petits États a eu lieu en juin 2011  à Luxembourg (Luxembourg).

## Équipes présentes
| - Liechtenstein - Écosse - Chypre - Irlande - Saint-Marin | - Îles Féroé - Islande - Malte - Luxembourg |

## Phase de poules
| Groupe A                                             | Groupe B                                                     |
| ---------------------------------------------------- | ------------------------------------------------------------ |
| site : Schaan Liechtenstein Écosse Chypre Îles Féroé | site : Cospicua Malte Irlande Islande Saint-Marin Luxembourg |

### Groupe A
| # | Équipe        | Pts | J | G | P | Sp | Sc | Ratio | Pp  | Pc  | Ratio |
| - | ------------- | --- | - | - | - | -- | -- | ----- | --- | --- | ----- |
| 1 | Chypre        | 6   | 3 | 3 | 0 | 9  | 0  | MAX   | 225 | 133 | 1.692 |
| 2 | Liechtenstein | 5   | 3 | 2 | 1 | 6  | 3  | 2     | 191 | 202 | 0.946 |
| 3 | Îles Féroé    | 4   | 3 | 1 | 2 | 3  | 7  | 0.429 | 212 | 241 | 0.88  |
| 4 | Écosse        | 3   | 3 | 0 | 3 | 1  | 9  | 0.111 | 197 | 249 | 0.791 |

### Groupe B
| # | Équipe      | Pts | J | G | P | Sp | Sc | Ratio | Pp  | Pc  | Ratio |
| - | ----------- | --- | - | - | - | -- | -- | ----- | --- | --- | ----- |
| 1 | Luxembourg  | 8   | 4 | 4 | 0 | 12 | 4  | 3     | 369 | 325 | 1.135 |
| 2 | Saint-Marin | 7   | 4 | 3 | 1 | 10 | 6  | 1.667 | 373 | 317 | 1.177 |
| 3 | Malte       | 6   | 4 | 2 | 2 | 8  | 8  | 1     | 337 | 341 | 0.988 |
| 4 | Irlande     | 5   | 4 | 1 | 3 | 4  | 11 | 0.364 | 280 | 353 | 0.793 |
| 5 | Islande     | 4   | 4 | 0 | 4 | 7  | 12 | 0.583 | 386 | 409 | 0.944 |

## Phase finale

### Équipes présentes
| - Luxembourg (Organisateur et 1er groupe B) - Chypre (1er groupe A) - Liechtenstein (2e groupe A) - Saint-Marin (2e groupe B) |

### Classement
| # | Équipe        | Pts | J | G | P | Sp | Sc | Ratio | Pp  | Pc  | Ratio |
| - | ------------- | --- | - | - | - | -- | -- | ----- | --- | --- | ----- |
| 1 | Chypre        | 7   | 3 | 2 | 1 | 8  | 3  | 2.667 | 253 | 217 | 1.166 |
| 2 | Saint-Marin   | 6   | 3 | 2 | 1 | 6  | 5  | 1.2   | 260 | 258 | 1.008 |
| 3 | Luxembourg    | 5   | 3 | 2 | 1 | 7  | 5  | 1.4   | 276 | 255 | 1.082 |
| 4 | Liechtenstein | 0   | 3 | 0 | 3 | 1  | 9  | 0.111 | 187 | 246 | 0.76  |

## Classement final
| Place              | Équipe        |
| ------------------ | ------------- |
| Médaille d'or      | Chypre        |
| Médaille d'argent  | Saint-Marin   |
| Médaille de bronze | Luxembourg    |
| 4                  | Liechtenstein |
| 5                  | Malte         |
| 6                  | Îles Féroé    |
| 7                  | Irlande       |
| 8                  | Islande       |
| 9                  | Écosse        |

## Distinctions individuelles
- MVP : Andri Iordanous
- Meilleur marqueuse : Isabelle Frisch
- Meilleur passeuse : Tetyana Timokhova
- Meilleur attaquante : Elisa Parenti
- Meilleur serveuse : Betty Hoffmann
- Meilleur réceptionneuse : Alejandra Maldonado
- Meilleur libéro : Christiana David